# أنجوستورا
أنجوستورا ( Angostura) هو مشروب كحولي مر مركز يعتمد على الجنطيانا والأعشاب والتوابل. تم إنتاجه لأول مرة في مدينة أنجوستورا (الآن سيوداد بوليفار، فنزويلا)، يمكن التعرف على الزجاجة من خلال الملصق المميز كبير الحجم.

## التاريخ

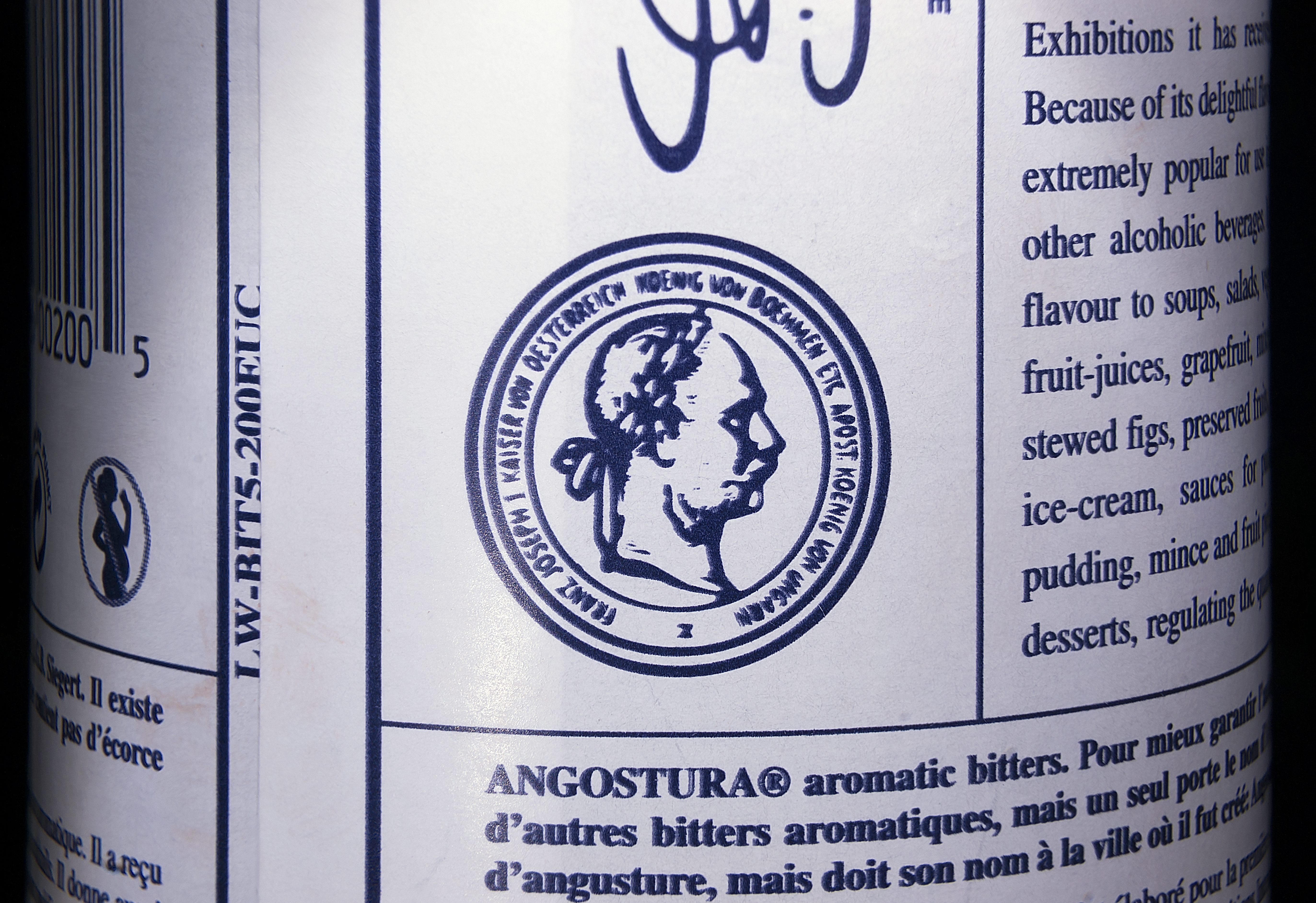
يظهر الإمبراطور النمساوي فرانز جوزيف الأول على الملصق منذ أن فازت أنجوستورا بميدالية في المعرض العالمي 1873 في فيينا.

تم تطوير الوصفة كمنشط بواسطة الجراح ألماني سيمون بوليفار في فنزويلا، بدأ سيغرت بيعه في عام 1824، وأنشأ معمل تقطير لهذا الغرض في عام 1830. فاز الشراب بميدالية في المعرض العالمي عام 1873، ولا تزال الميدالية تظهر على الملصق، وايضاً صورة للإمبراطور النمساوي فرانتس يوزف الأول.
أنتجت أنجوستورا في عام 2007 أنجوستورا أورانج، وهي عبارة عن حبات برتقالية ذات ملاحظات زهرية زاهية وقشر برتقال طازج. لم يهيمن أنجوستورا أورانج على سوق المرارة البرتقالية بنفس الطريقة التي أصبحت بها المرارة العطرية منتجًا أساسيًا للمستهلكين.

## روابط خارجية
- الموقع الرسمي